# F430
F430はメチル補酵素M還元酵素の補欠分子族である。古細菌のメタン菌にのみ見られる。この酵素はメタン発酵の最終段階を触媒する。
{\displaystyle {\ce {CH3-S-CoM\ + HS-CoB -> CH4\ + CoB-S-S-CoM}}}
（補酵素M + 補酵素B → CH4 + CoB-S-S-CoM）

## コルフィン
天然にはテトラピロールはヘム、クロロフィル、ビタミンB12に使われているが、F430には二重結合が5つしかない最も還元されたテトラピロールを持つ。この独特なテトラピロール誘導体はコルフィン（corphin）と呼ばれている。相対的な不飽和結合の不足によってこれは黄色を呈しており、より不飽和なテトラピロールのような濃い赤紫色を呈さない。また、天然では唯一ニッケルを含むテトラピロールである。